# テクノスジャパン (IT企業)
株式会社テクノスジャパン（英文名称：TECNOS JAPAN INCORPORATED）は東京都新宿区に本社を置く情報システムソリューションサービス事業者、システムインテグレーター。

## 沿革
- 1994年4月 - 東京都世田谷区に、情報システムにおけるコンサルティング、受託開発を目的として株式会社テクノスジャパンを設立。
- 1996年
  - 8月 - 本社機能を東京都渋谷区に移転。
  - 9月 - ERPパッケージビジネスを拡大するためSAPジャパン株式会社とパートナー契約（「R/3 ソフトウェア導入に関する協業契約」）を締結。
- 1997年6月 - 大阪府大阪市北区に関西事務所（現、関西オフィス）を開設。
- 2004年4月 - Factシリーズによるテンプレートソリューションの提供開始。
- 2005年
  - 3月 - ビジネスエンジニアリング株式会社とMCFrameビジネスパートナー契約を締結。
  - 6月 - 関西以西の企業をターゲットに事業を拡大するため、兵庫県神戸市中央区に神戸テクノス株式会社を設立。
- 2006年
  - 4月 - 本社機能を東京都新宿区に移転。
  - 7月 - JAVA系モバイルコンテンツの制作を行う株式会社テクノスアイティを吸収合併。
  - 12月 - 情報セキュリティマネジメントシステム（ISO27001/ISMS）を認証取得。
- 2007年7月 - 当社グループの開発拠点及び人材教育の拠点として、沖縄県那覇市に沖縄テクノス株式会社（出資比率100%）を設立。
- 2008年2月 - 日本オラクル株式会社とパートナー契約を締結。
- 2009年
  - 2月 - 神戸テクノス株式会社を完全子会社化。
  - 4月 - インフォアジャパン株式会社とサービスパートナー契約を締結。
- 2011年9月 - 愛知県名古屋市中区に中部支店（現、中部オフィス）を開設。
- 2012年
  - 4月 - 日本オラクル株式会社のERPパッケージ JD Edwards EnterpriseONE（JDE）の取扱い開始。
  - 12月 - 大阪証券取引所JASDAQ（スタンダード）に株式を上場。
- 2013年
  - 7月 - 東京証券取引所と大阪証券取引所の現物市場の統合により、東京証券取引所JASDAQ（スタンダード）に株式を上場。
  - 9月 - 最先端のICT技術動向のリサーチを主目的に米国・シリコンバレー地区に設立したTecnos Research of America,Inc.（現、Tecnos Global Company of America,Inc.）（出資比率100%）が営業開始。
  - 10月 - ビッグデータ関連事業の拡大を図るため、東京都渋谷区にテクノスデータサイエンス・マーケティング株式会社（現、テクノスデータサイエンス・エンジニアリング株式会社）（出資比率100%）を設立。
- 2014年
  - 7月 - 神戸テクノス株式会社を吸収合併。
- 2015年
  - 4月 - テクノスデータサイエンス・マーケティング株式会社（現、テクノスデータサイエンス・エンジニアリング株式会社）が第三者割当増資を実施（出資比率80.65%へ）。
  - 6月 - 東京証券取引所市場第二部へ市場変更。
  - 9月 - 東京証券取引所市場第一部へ市場変更。
- 2016年
  - 2月 - テクノスデータサイエンス・マーケティング株式会社（現、テクノスデータサイエンス・エンジニアリング株式会社）が第三者割当増資を実施（出資比率56.67%へ）。
  - 4月 - テクノスデータサイエンス・マーケティング株式会社がテクノスデータサイエンス・エンジニアリング株式会社へ社名変更。
- 2017年
  - 2月 - 主にグループのソリューションビジネスにおけるグローバル展開の推進及び統括を目的に、東京都新宿区に株式会社テクノスグローバルカンパニー（出資比率100%）を設立。
  - 3月 - テクノスデータサイエンス・エンジニアリング株式会社の株式を一部売却（出資比率53.73%へ）。
  - 9月 - テクノスデータサイエンス・エンジニアリング株式会社が第三者割当増資を実施（出資比率43.33%へ）したことに伴い、当社の連結子会社から持分法適用関連会社へ異動。
  - 11月 - Tecnos Research of America,Inc.がTecnos Global Company of America,Inc.へ社名変更。
- 2018年
  - 6月 - Tecnos Global Company of America,Inc.がLirik,Inc.の株式を取得（出資比率95.00%）。
  - 12月 - テクノスデータサイエンス・エンジニアリング株式会社の東京証券取引所マザーズ市場への新規上場に伴い、保有する同社株式を一部売却。
- 2019年
  - 1月 - テクノスデータサイエンス・エンジニアリング株式会社を持分法適用関連会社の範囲から除外。
  - 4月 - 東京都中央区日本橋にイノベーションセンターを開設。
  - 6月 - 北米におけるビジネス拡大を図るため、カナダ・バンクーバーに設立したLirik Software Services Canada Ltd.(出資比率95%)が本格営業開始。
  - 10月 - 株式会社テクノスグローバルカンパニーを統合。
- 2020年
  - 1月 - 株式会社アックの全株式を取得、子会社化。[2]。
  - 10月 - 株式会社アックを吸収合併。[3]。
- 2021年
  - 4月 - 飯塚市にe-ZUKAイノベーションラボを開設。[4]。
  - 5月 - DX協創プラットフォームCBP上に「注文決済サービス（SaaS）」を提供開始[5]。
- 2022年
  - 4月 - 東京証券取引所プライム市場へ移行。
- 2023年
  - 1月 - ブレインセラーズ・ドットコム株式会社の全株式を取得、子会社化。
  - 10月 - 東京証券取引所スタンダード市場へ市場変更。
- 2024年
  - 7月 - Tecnos Europe B.V.設立（オランダ　アムステルダム）し、同社を通じて、Trueson B.V.の全株式を取得、子会社化
- 2025年
  - 3月 - シー・シックス・エイト株式会社による株式公開買付けが成立[6]。
  - 4月 - 東京証券取引所スタンダード市場上場廃止[1]。

## 経営理念

### 創業の精神
- お客さま満足向上：最新のITを効率的に取り込み、お客さまに対して最適なソリューションを提供し、お客さまの満足向上を図る。
- プロ集団としての成長：ITの研鑚につとめ、お客さまの事業がより向上するよう 質の高いコンサルタント集団を目指す。
- グローバル展開：視野の広い人材を育成し、グローバルビジネスの展開を目指す。

### Mission, Vision, Value
- Mission：企業・人・データをつなぎ社会の発展に貢献する
- Vision：LEAD THE CONNECTED SOCIETY TO THE FUTURE
- Value：「顧客志向・グローバル志向」、「個性融合のチームワーク」、「創造、変革、改善」

## 事業概要
情報システムの企画・立案（コンサルティング）から分析・設計、開発、導入、保守に至る一連のサービスを提供する「情報システムソリューションサービス事業」を主力とし、ERP関連ビジネスに加え、Salesforceの導入・活用支援、保守に至るまでをワンストップで提供するCRM関連ビジネス、基幹システム（ERP、CRM）を企業間でつなぐ独自の協創プラットフォームの提供を行う。
IT関連のコンサルティング力や技術力、協創プラットフォームの活用などに強みを持ち、SAP製品を軸としたERP導入支援では、製造業を中心に200 社を超える実績がある。
世界規模でデジタル化の流れが加速するなかで、ERP（企業最適）と独自の協創プラットフォーム（業界最適）の組み合わせでデジタルトランスフォーメーション（DX）を推進しており、蓄積されたデータ活用による価値提供（顧客のビジネス変革）にも取り組んでいる。また、昨今の日本におけるIT技術者不足への対応として、外国人の積極採用やインドのグループ会社のリソースの積極活用を進めている。

## 関連会社（子会社・拠点）

### 連結子会社
- 沖縄テクノス株式会社（沖縄県那覇市）
- ブレインセラーズ・ドットコム株式会社（東京都千代田区）
- Tecnos Global Company of America,Inc. （アメリカ カリフォルニア州）
- Tecnos Europe B.V. （オランダ　北ホラント州）

- Lirik,Inc （アメリカ カリフォルニア州）
- Lirik Infotech Private Limited （インド ハリヤーナ州）
- Lirik Software Services Canada Ltd. （カナダ ブリティッシュコロンビア州）

- Trueson B.V. （オランダ　北ホラント州）
- Trueson APAC Company Limited （ベトナム　ホーチミン）

## 事業所
- 本社：東京都新宿区西新宿3-20-2 東京オペラシティタワー14階
- イノベーションセンター：東京都中央区日本橋二丁目11番2号　太陽生命日本橋ビル13階
- 中部オフィス：愛知県名古屋市中区丸の内2-18-25 丸の内KSビル13階
- 関西オフィス：大阪市北区堂島浜1丁目4-16 アクア堂島NBFタワー19階
- e-ZUKAイノベーションラボ：福岡県飯塚市幸袋576-14 飯塚市新産業創出支援センター（e-ZUKAトライバレーセンター）Ｂ209号室

### 連結子会社
- 沖縄テクノス株式会社

- ブレインセラーズ・ドットコム株式会社

- Tecnos Global Company of America,Inc.
- Lirik,Inc
- Lirik Infotech Private Limited
- Lirik Software Services Canada Ltd.
- Trueson B.V.